# Sphenodesme
 Sphenodesme, rod medićevki smješten u potporodicu Symphorematoideae. Sastoji se od 15 vrsta penjačica i grmova raširenih od Indije do južne Kine i zapadne Malezije.

## Opis
Grmlje, penjačice. Dlake jednostavne ili zvjezdaste. Stabljike su u mladosti lenticelaste. Listovi nasuprotni, peteljke kratke, rub cjeloviti. Cvatovi cima, 3-7 cvjetova, nadvišenih pršljenom od 5 ili 6 istaknutih ovojnih brakteja. Čaška ljevkasta, 5-nazubljena, ponekad proširena ili naduvena u plodu. Cijev vjenčića kratka cilindrična; režnjeva 5 (ili 6), usko lancetastih do jajasto duguljastih. Prašnika 5(-7); prašnici jajasti. Jajnik nesavršeno 2-lokularan; ovule 2 po lokulu, vise od vrha nosive osi posteljice. Stigma 2-rascjepljena. Plod inhediscentan, malen, objajast do okruglast, uključen ili gotovo uključen u čašku, s 1 (ili 2) sjemenke. 

## Vrste
1. Sphenodesme amethystina Dop
2. Sphenodesme eryciboides Kurz
3. Sphenodesme ferruginea (Griff.) Briq.
4. Sphenodesme floribunda Chun & F.C.How
5. Sphenodesme griffithiana Wight
6. Sphenodesme involucrata (C.Presl) B.L.Rob.
7. Sphenodesme mekongensis Dop
8. Sphenodesme mollis Craib
9. Sphenodesme pentandra Jack, tipična vrsta
10. Sphenodesme pierrei Dop
11. Sphenodesme racemosa (C.Presl) Moldenke
12. Sphenodesme sarawakensis Moldenke
13. Sphenodesme stellata Merr.
14. Sphenodesme thorelii Dop
15. Sphenodesme triflora Wight